# Vermont/Beverly
Vermont/Beverly – stacja linii B metra w Los Angeles, pierwsza na zachód po rozdzieleniu linii B i D. Położona jest blisko granicy dzielnicy East Hollywood z Wilshire Center na skrzyżowaniu Vermont Avenue i Beverly Boulevard.
Wystrój stacji z ogrodem kaktusów i dużymi skałami został zaprojektowany przez artystę George’a Stone’a

## Godziny kursowania
Pociągi linii B kursują codziennie, w przybliżeniu pomiędzy 5:00 a 0:45.

## Połączenia autobusowe
- Metro Local: 14, 204
- Metro Rapid: 754